# Abakan (řeka)
Abakan (rusky Абакан) je řeka v Chakaské republice a v Krasnojarském kraji v Rusku. Je 514 km dlouhá včetně zdrojnice Velkého Abakanu. Povodí má rozlohu 32 000 km².

## Průběh toku
Vzniká soutokem Velkého a Malého Abakanu, jež pramení na severních svazích Západního Sajanu a Altaje. Na horním toku protéká úzkou dolinou. Pod horami u vesnice Bolšoj Monok se dolina prudce rozšiřuje. V Minusinské kotlině se koryto dělí na mnoho ramen. Ústí zleva do Jeniseje.

## Vodní režim
Zdrojem vody jsou sněhové a dešťové srážky. Zamrzá ve 2. polovině listopadu a rozmrzá na konci dubna. Průměrný roční průtok v ústí činí 400 m³/s.

## Využití
Využívá se ke splavování dřeva a v Minusinské kotlině na zavlažování. Na řece leží město Abakan.